# CyclotransEurope
CyclotransEurope  est une association fondée en 1996 ayant pour buts de promouvoir le projet de véloroute EuroVelo 3 ainsi que le tourisme à vélo et les transports écologiques.

## Historique
L’association a été créée en 1996 pour obtenir la création d’une piste cyclable de Paris à Moscou, puis a étendu son action à l’ensemble de la véloroute EuroVelo 3 dès la parution en 1997 du projet EuroVelo et, récemment, à la Seine à vélo.

## Activités
- Interventions auprès des décideurs, élus et responsables administratifs, en liaison avec les associations locales, pour proposer des itinéraires respectant autant que possible les critères définis par le cahier des charges des véloroutes et voies vertes (intérêt touristique, limitation de la circulation, des dénivellations et de détours excessifs injustifiés) et les aménagements nécessaires[2].
- Participation aux actions contre le dérèglement climatique. L’association a  inauguré la conférence mondiale de 2015 pour le climat par une randonnée à vélo de Paris au Bourget le 30 novembre avec proposition d'une conférence sur la place du vélo dans la lutte pour le climat[3]. CyclotransEurope a également participé à des manifestations avec Alternatiba.
- Rédaction de topo-guides de randonnée parus aux éditions Chamina (« Namur-Tours à vélo », « de Tours à la côte basque à vélo ») et d’un guide « Voyager en train avec son vélo »[4].
- Organisation de randonnées dont un grand voyage annuel itinérant de plusieurs centaines de kilomètres, principalement sur le parcours de la véloroute Eurovélo 3 et de la Seine à vélo, également sur d’autres itinéraires en projet (EuroVelo 19, « la Meuse à vélo » en 2021) [5].
- Actions en faveur du transport du vélo en train[6].
- Jalonnements bénévoles de tronçons de parcours en l’absence de fléchages officiels[7].
- Participation à la convergence cycliste francilienne annuelle[8].

## Organisation
L’association, animée par des bénévoles, agit sur les parcours en liaison avec les associations locales. CyclotransEurope est membre de la Fédération française des usagers de la bicyclette (FUB), de la Fédération nationale des associations d'usagers des transports (Fnaut) et de l’Association française pour le développement des véloroutes et des voies vertes (AF3V).